# Netradiční studenti
Netradiční studenti jsou specifická skupina vysokoškolských studentů, kteří se liší od tradičních studentů svým průchodem studia a životními okolnostmi. Do této skupiny patří studenti starší 25 let, kteří studium přerušili, nebo se mu nevěnují naplno a při studiu pracují (aby si na studium vydělali), starají se o rodinu, cestují, či změnili obor studia. Tyto charakteristiky se u některých studentů vyskytují současně. Vymezení pojmu se však v různých zemích liší.